# Formiguer (fertilitzant)

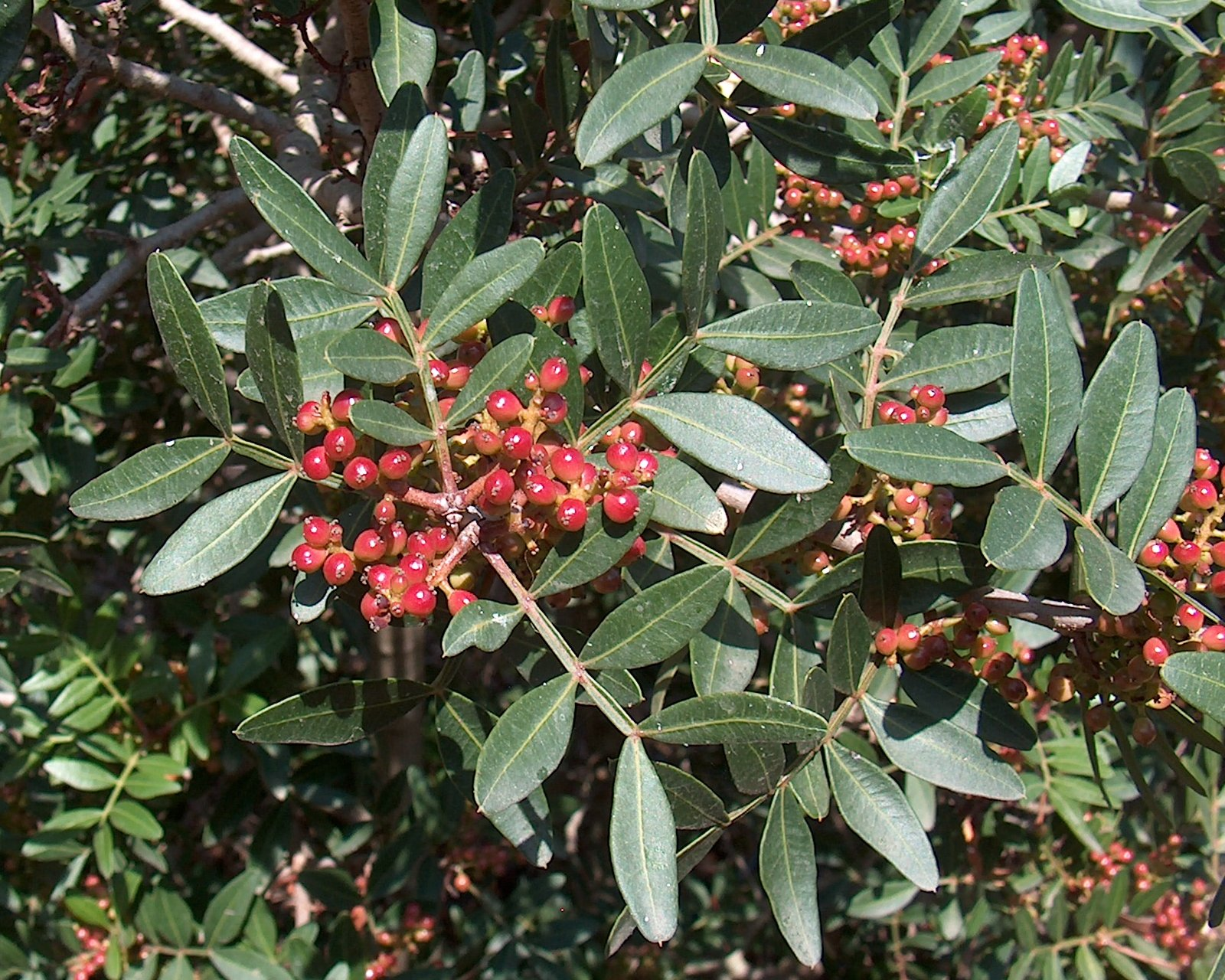
El llentiscle o mata era una de les plantes utilitzades per cremar en un formiguer

Un formiguer o boïc és un sistema tradicional de produir fertilitzants. Es fan amb feixos de llenya i brossa, o una altra biomassa, coberts de terra (per això rep el nom de formiguer) al qual es cala foc i es deixa cremar sense que faci flama per escampar després la terra i la cendra sobre la terra cultivable.
Boïc deriva de boïga paraula d'origen gàl·lic que significa guaret i en femení és sinònim d'artiga, ja que quan es feien les artigues també es feien boïcs cremant la llenya del bosc que s'havia artigat.

## Pràctica de fer formiguers
Els formiguers van ser una pràctica tradicional i molt utilitzada pels agricultors dels Països Catalans i altres llocs però es van deixar de fer a la dècada de 1960 amb l'arribada dels adobs químics.
Els darrers llocs on es feien als Països catalans van ser Mallorca, Pallars Sobirà, Priorat i una part del Maestrat. A Mallorca la llenya per a fer formiguers es tallava entre gener i agost, que es tapava amb terrossos que donaven al munt una forma cònica molt ampla de base on hi havia un forat i amb un altre forat a la part de dalt del munt. Es calava foc amb una metxa feta de material vegetal recollit dels voltants. Podien cremar durant un parell de dies.
El 2010 encara es continuaven fent a llocs de l'Índia i Buthan.

## El formiguer com fertilitzant
En un experiment fet amb un formiguer de 0,5 m3 i de 68 kg de plantes amb 550 kg de terra es va veure que després de cremar el formiguer disminuïa el contingut de nitrogen i carboni orgànics en el sòl
en canvi s'havia incrementat el potassi bescanviable i el fòsfor làbil, és a dir que el formiguer dels tres elements principals d'un adobat disminueix la disponibilitat de nitrogen i augmenta la de fòsfor i potassi per la qual cosa no es pot considerar un adobat equilibrat. Un altre problema és que per a fer els formiguers necessaris per a una hectàrea cal collir la vegetació forestal d'entre 10 a 25 hectàrees amb una pertorbació significativa de l'ecosistema forestal. Tot i això, en les agricultures de base tradicional molt sovint per a fer els formiguers s'empraven llenyes procedents de la poda i de la neteja de vores i bardisses. Els usos de material forestals es reduïen als produïts en labors d'eliminació d'arbusts (a Mallorca: eixermada) per afavorir les activitats de pasturatge extensiu, amb la qual cosa la pràctica del formiguer esdevenia una pràctica necessària que afavoria l'equilibri dels ecosistemes minimitzant i valorant al màxim els consums energètics.